# アルヴィーゼ・ダ・カダモスト
アルヴィーゼ・ダ・カダモスト(Alvise Cadamosto, Alvide da Ca' da Mosto, - 1488年)は、大航海時代の初期における人物。エンリケ王子によって派遣されたカダモストは 、1456年にガンビア川を遡上し 、交易を行なった。

## 作品
- 西アフリカ航海の記録